# خروم‌تاو
خروم‌تاو (کروم‌داغ) (Khromtau) یک شهر در قزاقستان است که در استان آق‌تپه واقع شده‌است.
در نزدیکی این شهر منابع مهمی از کرومیت یافت شده و نام این شهر نیز به معنی «کوه کرومیت» است.
در میدان اصلی شهر، مسجد نوساز شهر و هم‌چنین کلیسای نوساز ارتودکس روسی در کنار هم قرار دارند.

## وجه تسمیه
نام این منطقه، واژهٔ مرکب «خروم‌تاو» می باشد که از ترکیب «خروم»، واژهٔ روسی به معنی فلز کروم و «تاو»، به معنی کوه در زبان قزاقی ایجاد شده است. به عبارتی، معادل این واژه، «کروم‌داغ» می شود، به معنی کوهِ کروم. این منطقه میزبان یکی از بزرگترین منابع فلز کروم در جهان در معدن ووسخود می باشد.